# كريستوفر فيدا
كريستوفر فيدا (بالمجرية: Vida Kristopher) (23 يونيو 1995 ببودابست في المجر - ) هو لاعب كرة قدم مجري في مركز الوسط. شارك مع منتخب المجر تحت 19 سنة لكرة القدم. أما مع النوادي، فقد لعب مع تفينتي أنشخيدة ودي غرافشاب وJong FC Twente ‏.

## روابط خارجية
- كريستوفر فيدا على موقع اتحاد المجر (الهنغارية)
- كريستوفر فيدا على موقع قاعدة بيانات كرة القدم.إي يو (الإنجليزية)
- كريستوفر فيدا على موقع Soccerway.com (الإنجليزية)